# SVT1
«СВТ1» («SVT1») — 1-я программа Телевидения Швеции.

## История
Передачи ведутся с 1956 года и первоначально называлась Radiotjänst TV, с 1957 года Sveriges Radio TV. В 1969 года - «ТВ1» («TV1»). С 1 июля 1979 года вещание по ней ведётся акционерным обществом «Телевидение Швеции». С 1996 года носит нынешнее название.
Основные развлекательные передачи Телевидения Швеции, наиболее популярные из которых — Melodifestivalen, Så ska det låta и På spåret - передаются по этой программе. С 2006 года SVT1 отстаёт от своего коммерческого противника, TV4, с точки зрения доли аудитории (22,2% для TV4, 19% для SVT1).